# Óriás lakkostapló
Az óriás lakkostapló (Ganoderma resinaceum) a Ganodermataceae családba tartozó, az északi féltekén elterjedt, lombos fák törzsén élő, nem ehető gombafaj. 

## Megjelenése
Az óriás lakkostapló termőteste konzolos, 15-35 cm széles 4-8 cm vastag és akár 15 cm-re is kiemelkedik az aljzatból. Felszínét lánggal megolvasztható vékony, sárgás gyantaréteg fedi, amely meggyűrődhet, egyenetlen lehet. Színe pirosas, sárgás, idősen vörösbarnás, növekedésben levő széle fehér. Felszínét gyakran kakaóbarna spórapor fedi
Termőrétege csöves. Vastagsága kb. 3 cm, éves rétegződés többnyire nem figyelhető meg. A pórusok többé-kevésbé szögletesek, szűkek (3 db/mm). Színe fiatalon fehér vagy krémszínű, később okker- vagy szürkésbarna;.
Húsa sötét vörösbarna, szívós, parafaszerű. A fiatal példányok sérülésre híg folyadékot eresztenek. Szaga gyümölcsös, fűszeres; íze kesernyés.
Spórapora vörösbarna. Spórája tojásdad vagy ellipszis alakú, sima, mérete 9-11 x 5-7 µm.

### Hasonló fajok
A rézvörös lakkostaplóval lehet összetéveszteni. 

## Elterjedése és termőhelye
Eurázsiában, Észak-Afrikában és Észak-Amerikában honos. Európában inkább a mediterrán, szubmediterrán térségben gyakori. Magyarországon ritka.  
Lombos fák - főleg tölgy - meggyengült élő példányain, néha elhalt törzseken él, azok anyagában fehérkorhadást okoz. Parazitaként kisebb károkat okozhat.  

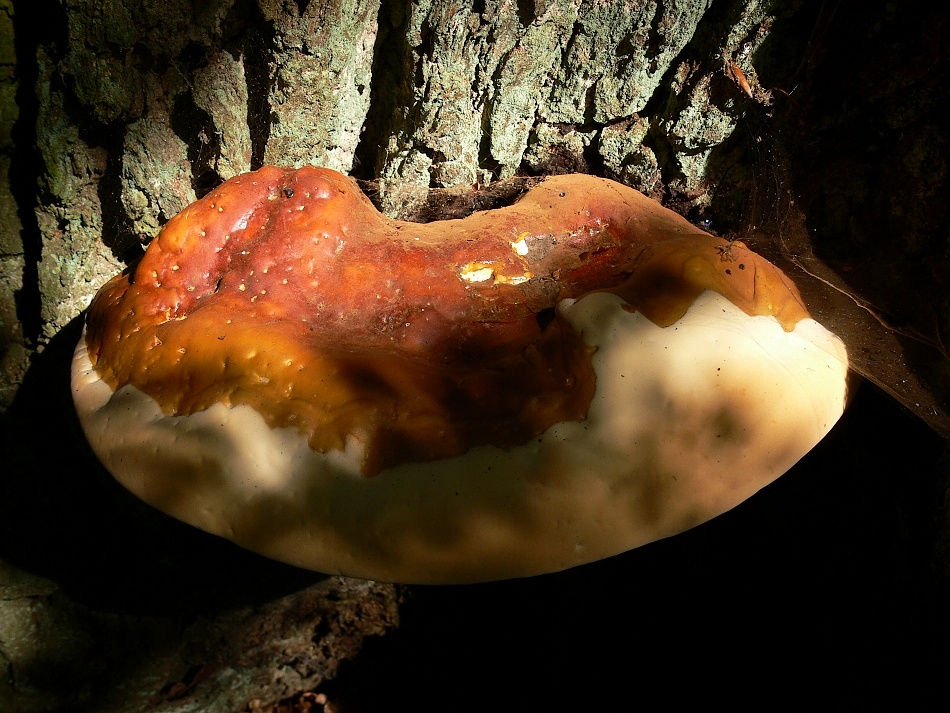
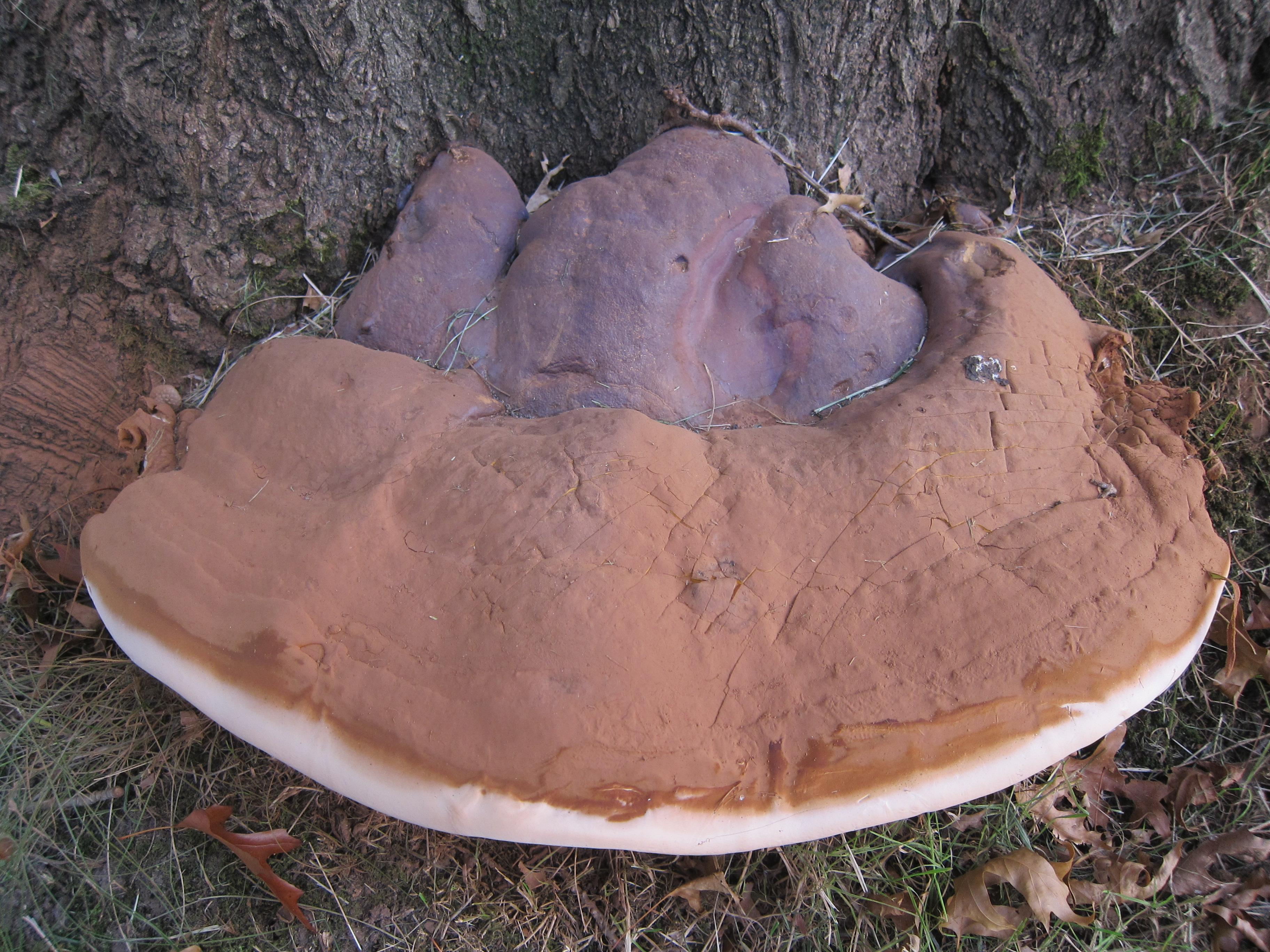
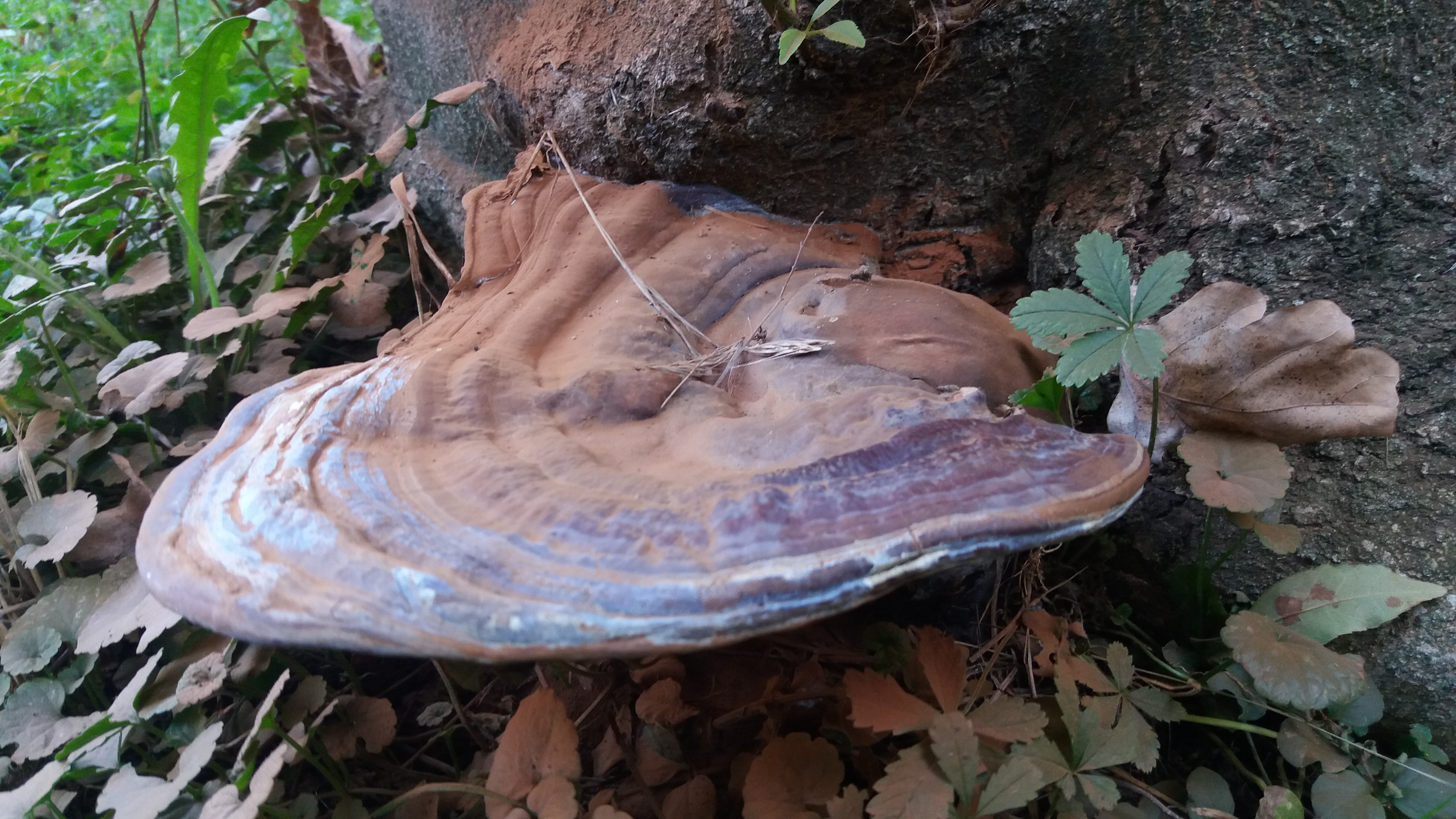
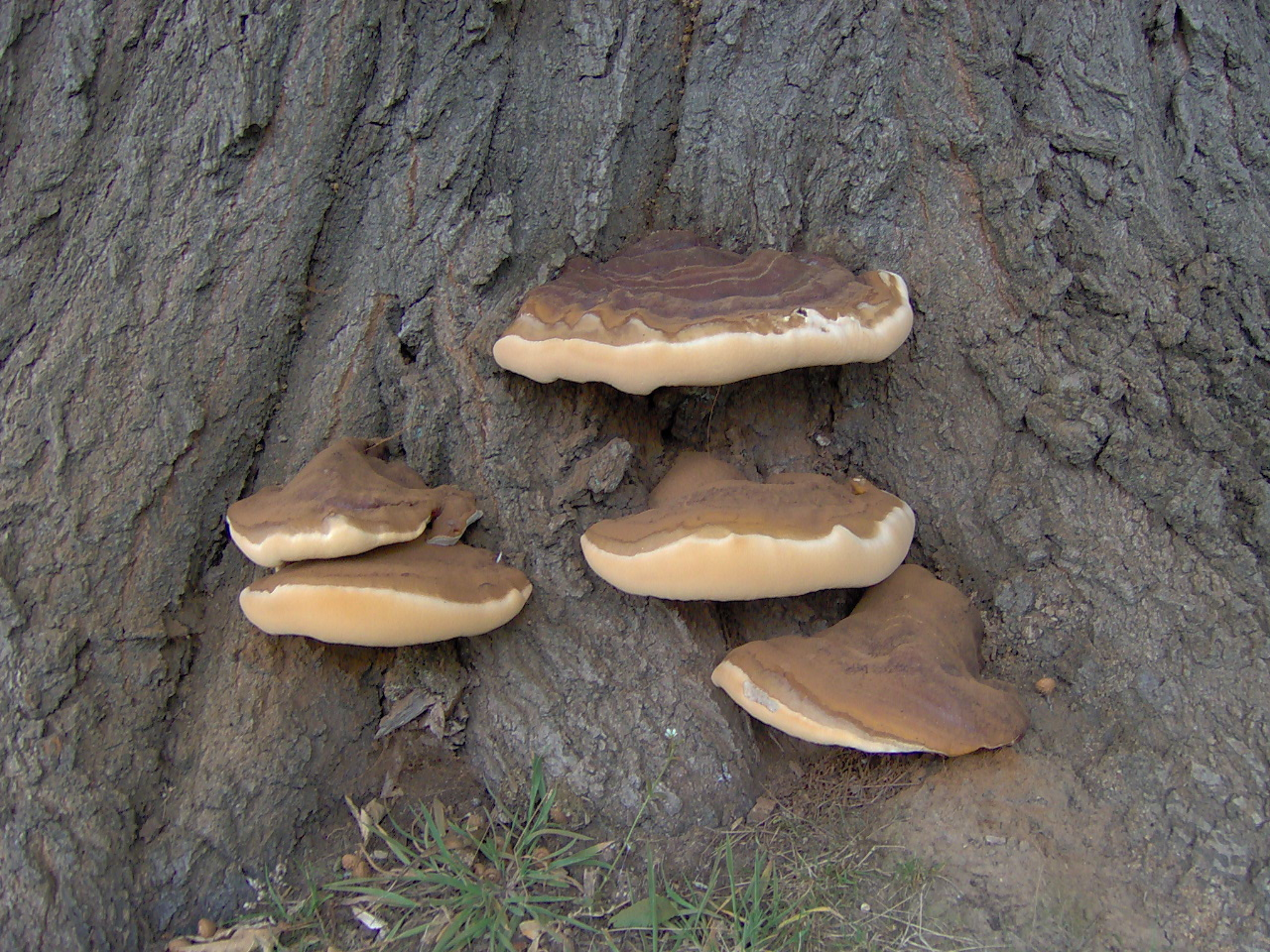
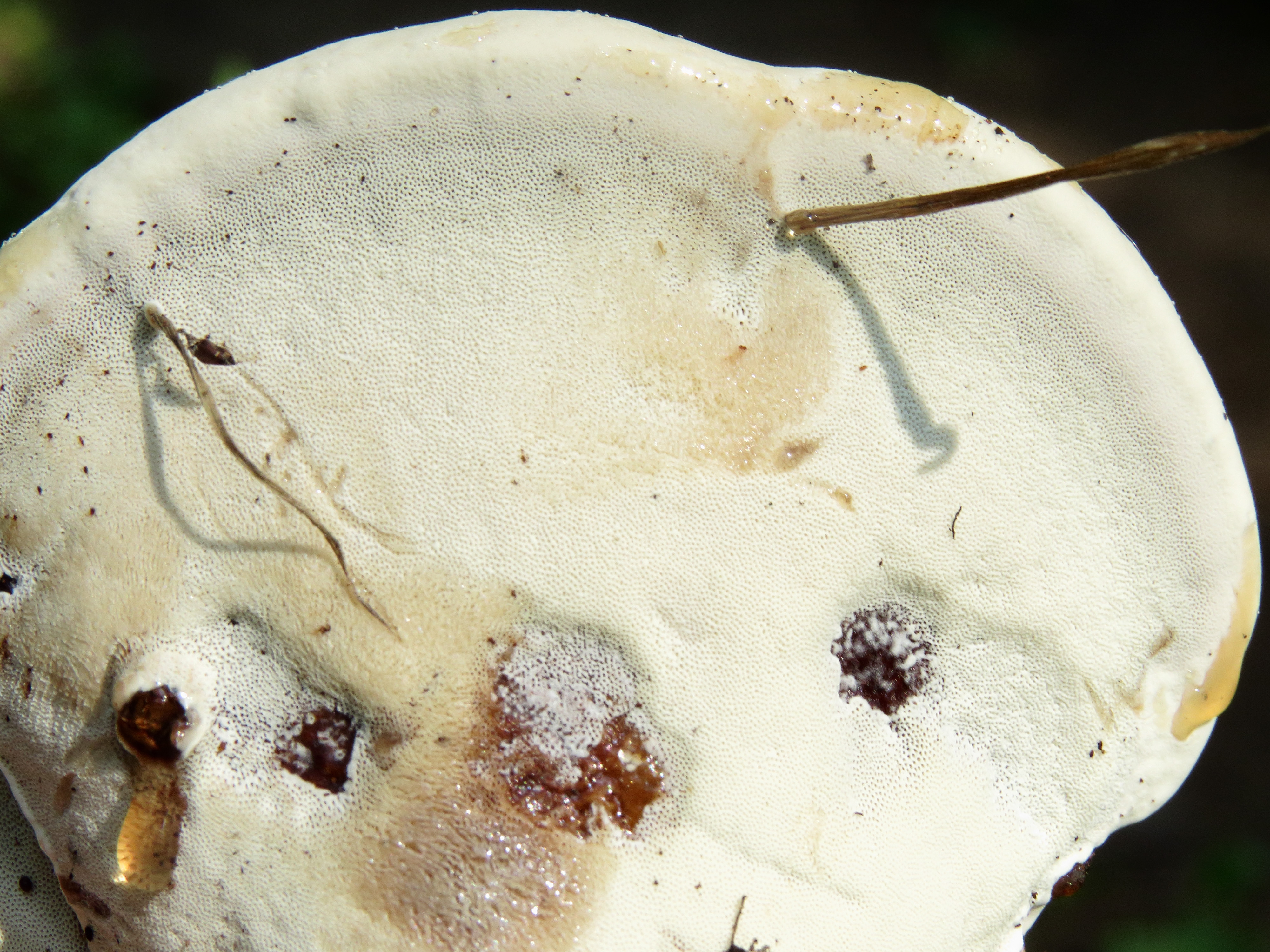

Nem ehető.